# Benjamin Steiner
Benjamin Steiner (* 1977) ist ein deutscher Historiker.

## Leben
Von 1997 bis 2004 studierte er Physik und  Mittelalterliche, Neuere und Neueste Geschichte in München, Hiram (Ohio) und Paris als DAAD-Stipendiat an der Universität Paris IV und Stipendiat der Studienstiftung des deutschen Volkes. Von 2004 bis 2007 war er wissenschaftlicher Mitarbeiter von Arndt Brendecke am Teilprojekt B1 („Schauplätze des Wissens“) des Sonderforschungsbereichs 573 „Pluralisierung und Autorität in der Frühen Neuzeit“ an der LMU München. Nach der Promotion 2007 an der Ludwig-Maximilians-Universität München war er 2008 Research Fellow am Warburg Institute, University of London, School of Advanced Study als DAAD-Postdoc-Fellow. Von 2008 bis 2009 war er wissenschaftlicher Mitarbeiter von Ulrich Beck und Martin Mulsow am Teilprojekt C8 („Moderne als Nebenfolge. Reflexive Modernisierungsprozesse in der Frühen Neuzeit“) des Sonderforschungsbereichs 536 „Reflexive Modernisierung“ an der LMU München. Von 2009 bis 2012 leitete er die Nachwuchsgruppe „Wissen und Information über Afrika“ im Exzellenzcluster „Die Herausbildung normativer Ordnungen“ an der Goethe-Universität. Von 2010 bis 2012 war er Lehrbeauftragter am Historischen Seminar in Frankfurt am Main (Lehrstuhl für die Geschichte der Frühen Neuzeit, Luise Schorn-Schütte). Von 2012 bis 2013 vertrat er die Assistenzstelle des Lehrstuhls von Luise Schorn-Schütte am Historischen Seminar der Goethe-Universität Frankfurt am Main. 2013 vertrat er die W3-Professur für die Geschichte der Frühen Neuzeit (Brendecke) an der LMU München. Von 2013 bis 2014 vertrat er den Lehrstuhl für Neuere Geschichte mit besonderer Berücksichtigung der Frühen Neuzeit (Schorn-Schütte) an der Goethe-Universität Frankfurt am Main. Von 2014 bis 2016 vertrat er die Professur für Wissenskulturen der europäischen Neuzeit (Mulsow) an der Universität Erfurt und war Fellow am Max-Weber-Kolleg für kultur- und sozialwissenschaftliche Studien in Erfurt. 2015 war er Karl-Ferdinand-Werner-Fellow am Deutschen Historischen Institut in Paris. 2016 lehrte er als Gastprofessor an der Université du Littoral Côte d’Opale. Von 2016 bis 2017 war er Fellow am Kulturwissenschaftlichen Kolleg in Konstanz. 2018 war er Karl-Ferdinand-Werner-Fellow am Deutschen Historischen Institut in Paris. 2018 hatte er eine Gastprofessur an der Universität Fribourg. Von 2018 bis 2019 vertrat er die Professur für die Geschichte der Frühen Neuzeit an der LMU München.
Seine Forschungsschwerpunkte sind globale Verflechtungsgeschichte, Geschichte Europas in der Welt, Geschichte der atlantischen Sklavenökonomien, Geschichte Frankreichs, Ideen- und Wissensgeschichte, Historiographiegeschichte, historische Soziologie und Geschichte der Räume.

## Schriften (Auswahl)
- Die Existentialisten. Generationengeschichte einer Jugendbewegung im Paris der Nachkriegszeit. München 2004.
- Die Ordnung der Geschichte. Historische Tabellenwerke in der Frühen Neuzeit. Wien 2008, ISBN 978-3-412-20227-9.
- Colberts Afrika. Eine Wissens- und Begegnungsgeschichte in Afrika im Zeitalter Ludwigs XIV. München 2014, ISBN 3-486-76505-1.
- Nebenfolgen in der Geschichte. Eine historische Soziologie reflexiver Modernisierung. München 2015, ISBN 3-11-040474-5.